# Bulletin de l'IDHEC
Le Bulletin de l'IDHEC est une publication mensuelle de l'Institut des hautes études cinématographiques, parue de mai 1946 à janvier 1948. 
André Bazin, Jean Cocteau, Henri Agel, Jean Mitry, entre autres, ont collaboré à ce bulletin qui a sorti 10 numéros et dont la rédaction en chef était assurée par Jean-René Debrix, directeur général adjoint de l'école de 1945 à 1948, et le secrétariat de rédaction par Jacques Tournier.